# Cabarete

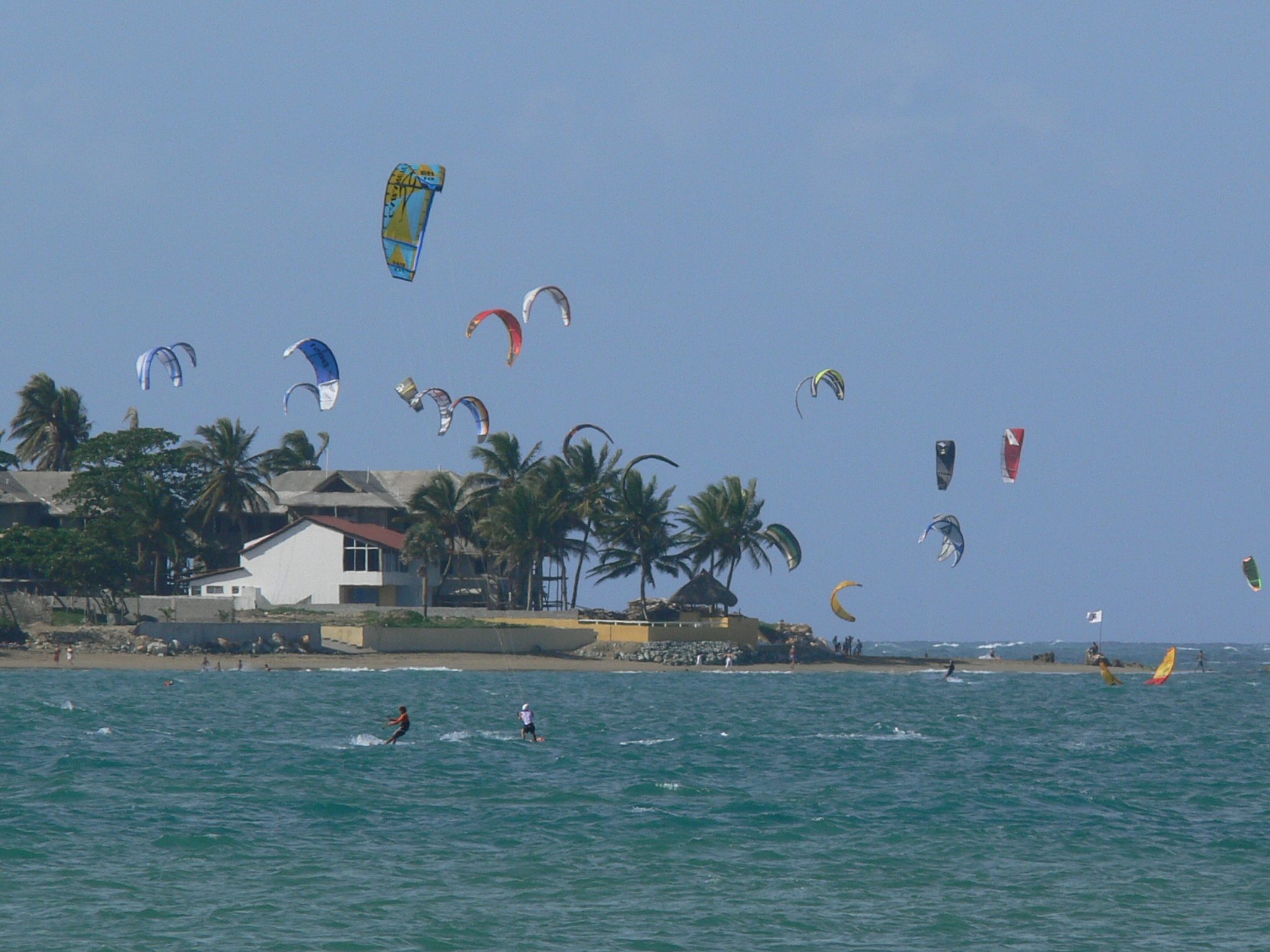
Kitesurfer in Cabarete

Cabarete ist ein kleiner Ort an der Nordküste der Dominikanischen Republik. Es gehört zur Provinz Puerto Plata und liegt etwa 40 km östlich der Stadt Puerto Plata. Berühmtheit erlangte Cabarete als karibisches Wassersportzentrum.
Laut Oficina Nacional de Estadistica (ONE) hatte Cabarete im Jahr 2010 14.606 Einwohner.

## Gründung
Cabarete wurde im Jahr 1835 unter dem Namen „Cabaret“ vom Plantagen- und Großgrundbesitzer Zephaniah Kingsley aus Florida gegründet, der sehr weitläufige Ländereien (35.000 Acre, das sind ca. 14.000 Hektar) im Norden der Dominikanischen Republik gekauft haben soll, weil es ihm nach damaligen US-Rassengesetz verboten war eine schwarze Frau zu heiraten. Er soll insgesamt vier Frauen geheiratet haben, darunter die zum Zeitpunkt der Heirat dreizehnjährige Anna Kingsley, die später sein Vermögen verwaltete.
Cabarete wurde als Treffpunkt für Surfer im Jahr 1984 von einem Windsurfer namens Jean Laporte aus Kanada bekannt gemacht, der Informationen über die hervorragenden Surfbedingungen in der Bucht des bis dahin kleinen und unbedeutenden Fischerdörfchens an US-amerikanische und kanadische Windsurfmagazine weitergab, woraufhin sich hier sehr rasch eine Surfergemeinde bildete. Im Laufe der Zeit sammelten sich auf einem schmalen Band entlang des Strands immer mehr Windsurfschulen und Restaurants an, später auch weitere Geschäfte, Banken und seit Ende der 1990er Jahre auch Kitesurfschulen.

## Lage
Cabarete liegt etwa 25 km östlich des internationalen Flughafens von Puerto Plata direkt an der „Autopista 5“, der parallel zur Küste verlaufenden Hauptstraße von Puerto Plata nach Río San Juan. Da sich nur wenige Meter dahinter zwei Lagunen erstrecken (Laguna de Cabarete, Laguna de Goleta), hat die Straße im Zentrum von Cabarete einen Nadelöhrcharakter. Die Lagunen sind Naturschutzgebiet und deshalb touristisch nicht erschlossen.

## Die Infrastruktur für Wassersportler
Cabarete gilt als der beste Spot für Windsurfer, Kitesurfer, Wakeboarder und Wellenreiter in der Karibik. Es wurden dort World-Cup-Rennen ausgetragen, zum Beispiel der Kitesurfing World Cup (Copa Mundial Kitesurf). Einmal jährlich kürt man in Cabarete den Master of the ocean, in einem mehrere Tage dauernden Wettbewerb aus den Sportarten Windsurfen, Kitesurfen und Wellenreiten. Seit Juli 2006 findet hier auch das Cabarete Classic statt, welches die Kategorien „Slalom“ und „Freestyle“ im Windsurfen beinhaltet.
Die Windsurfer trifft man am Hauptstrand, der sich direkt am Ortszentrum befindet. Dort befinden sich mehrere Surfschulen unter deutscher und französischer Leitung.
Kitesurfer sind etwa 1 Kilometer westlich am Kitebeach zu finden. Dort befinden sich eine Reihe von Kitesurfschulen. Auch die Flussmündung des Río Yásica, genannt „La Boca“ (am östlichen Ende von Cabarete) eignet sich durch das flache Wasser und den Wind vom Meer hervorragend zum Kitesurfen. Dies empfiehlt sich jedoch ausschließlich für geübte Kiter, da die Bedingungen vor Ort höchste technische Ansprüche verlangen.
Surfer (Wellenreiter) trifft man an der Playa Encuentro, etwa 5 Kilometer westlich von Cabarete. Dort befinden sich drei Schulen, in denen man das Wellenreiten erlernen kann.
Wakeboarder findet man an der Mündung des Flusses Río Yásica, genannt „La Boca“. Der Spot ist sauber sowie frei von unangenehmer Flora und Fauna. Er eignet sich hervorragend zum Wakeboarden, da er sich in zirka einem Meter Tiefe durch die tropische Landschaft schlängelt und somit auch bei windigeren Verhältnissen spiegelglatt ist.
Cabarete gilt als Weltklasse-Spot für alle vier Sportarten. Das haben sich mittlerweile nicht nur zahlreiche professionelle Filmteams zunutze gemacht.
Der Windsurfer Tony García aus Cabarete gewann im Jahr 2001 den renommierten Windsurf-Wettbewerb Aloha Classic auf Hawaii.

## Tourismus
Neben den Surffreaks reisen kanadische und US-amerikanische Touristen sowie Europäer nach Cabarete. Der Ort hat wegen der Surfer ein jugendliches, ‚hippes‘ Image. Neben Wassersport lassen sich in Cabarete Aktivitäten wie Mountainbike-Fahren, Reiten (am Strand oder in die Berge), Tauchen, Golf, Paintball oder Canyoning unternehmen. Die Infrastruktur des kleinen Ortes ist gut, es gibt Restaurants, Cafés, Bars, Diskotheken, Banken, Supermärkte, Boutiquen und Surfshops.

## Schattenseiten des Tourismus
Seit etwa 2005 werden direkt am Strand von Cabarete viele Apartments in kleinen geschlossenen Resorts gebaut und zu Preisen von üblicherweise rund 350.000 bis 750.000 US$ verkauft. Die Kunden sind oft Nordamerikaner, Russen und Dominikaner (meist aus Santiago de los Caballeros). Dafür muss viel der ursprünglichen Infrastruktur weichen.
Per Gesetz 256-97 ist es zwar in der Provinz Puerto Plata untersagt, Gebäude mit mehr als drei Stockwerken zu bauen. Viele der Apartmentprojekte haben inzwischen jedoch vier Etagen. Surfschulen klagen, dass durch die immer höhere und geschlossene Bauweise direkt am Strand der Wind umgeleitet wird. Der Wind war aber in der Vergangenheit das Hauptkapital Cabaretes.
Auch fürchten viele, dass Cabarete sich mehr und mehr vom idyllischen Surferstädtchen mit sehr hohem Anteil an einheimischer Bevölkerung zum Resort einiger Reicher wandelt, in dem es aus finanziellen Gründen für die meisten Einheimischen nicht möglich ist, Eigentum zu halten oder zu erwerben.

## Zunehmende Verkleinerung des Strands
Mehrere Ursachen führen seit Jahren dazu, dass der Strand in Cabarete immer kleiner wird und es immer weniger Zugang gibt.
Am westlichen und am östlichen Rand der Bucht wurden schwere und hohe Gebäude direkt am Strand gebaut. Laut Gesetz 305-68 müssen massive Konstruktionen mindestens sechzig Meter vom Strand entfernt sein und dürfen maximal drei Stockwerke haben. Seit 2005 haben jedoch mehrere Bauherren von den Präsidenten Leonel Fernandez (2004–20012) und Danilo Medina (2012–2018) Ausnahmegenehmigungen erhalten, ohne diese Restriktionen zu bauen. Das betrifft vor allem die 500 Meter breite vierstöckige Anlage „Seabreeze“, bei der die Inhaber auch entgegen der ursprünglichen Vereinbarung den öffentlichen Zugang versperrten und den verbleibenden Strand durch das Aufschütten von Felsbrocken weiter reduzierten, sowie die „Lifestyle“'Anlage am östlichen Rand der Bucht, die gleichzeitig Verursacher und Leidtragender des reduzierten Strands ist. In diesem östlichen Teil reduziert sich der Strand zunehmend, weil weiter östlich aus dem Rio Yásica sehr viel Sand und weiteres Material abgebaut wird, welches normalerweise den Strand von Cabarete mit Sand versorgt.
Fast alle neueren Apartmentanlagen am Strand von Cabarete verkleinern diesen dadurch, dass sie Felsen aufschütten, um so den Strand im Interesse der Besitzer zu strukturieren. Während man früher zu Fuß zwanzig Kilometer am Strand entlang laufen konnte, sind inzwischen einige Stellen selbst bei Niedrigwasser kaum oder gar nicht mehr passierbar.
Auch sorgt bereits sichtbar der Klimawandel dafür, dass der Meeresspiegel sich erhöht, was den Restaurants am Strand von Cabarete zunehmend Probleme bereitet.

## Naturpark „El Choco“ und „die Höhlen von Cabarete“
Ca. eineinhalb Kilometer vom Zentrum Cabaretes entfernt (Anfahrt über die Straße „Callejón de la Loma“) am Rande des Naturschutzgebietes „El Choco“ befinden sich unterirdische Höhlen, in denen man schwimmen kann. Neben den vier touristisch erschlossenen gibt es weitere bis zu 700 Meter lange Höhlen, die touristisch nicht genutzt werden.

## Sonstiges
- Am 6. Februar 1996 stürzte eine Boeing 757-225 der türkischen Fluggesellschaft Birgenair auf dem Weg nach Frankfurt am Main kurz nach dem Start in Puerto Plata durch einen Instrumentenausfall infolge eines Wartungsfehlers vor Cabarete ins Meer (Birgenair-Flug 301) und alle 189 Personen an Bord starben.